# Receptor NMDA

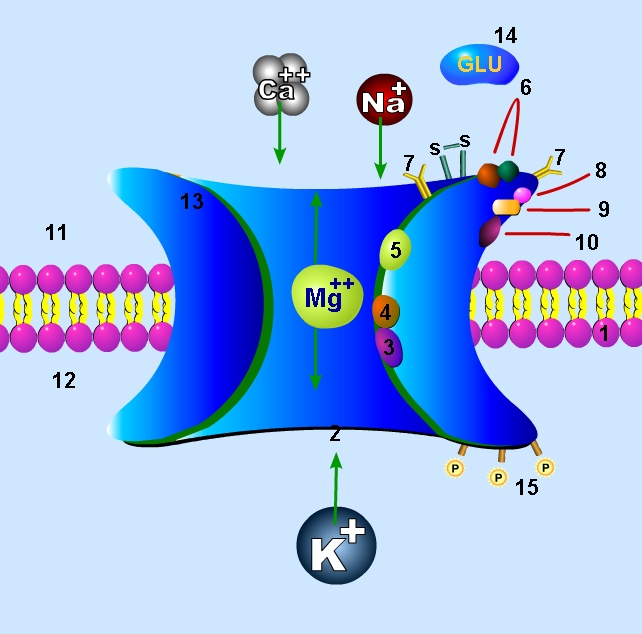
Imagen del receptor del N-metil-D-aspartato presente en el sistema nervioso (la glicina también es un co-agonista del receptor para glutamato y el número 9 señala su lugar de unión.
Significado de números:
- 1.- Membrana celular.
- 2.- Canal bloqueado por Mg^{2+} en su sitio específico, evitando la entrada de Na^{+} y Ca^{2+} y la salida de K^{+}.
- 3.- Sitio del bloqueo por Mg^{2+}.
- 4.- Sitio de unión de compuestos alucinógenos (como el LSD).
- 5.- Sitio de unión del catión zinc (Zn^{2+}).
- 6.- Sitio de unión de los agonistas (glutamato) y/o de los ligandos anti-agonistas (APV).
- 7.- Sitio de la glicosilación (entre 6 y 7 se ubica el sitio del puente disulfuro).
- 8.- Sitio de enlace a protones.
- 9.- Sitio de enlace a la glicina.
- 10.- Sitio de enlace a las poliaminas.
- 11.- Espacio extracelular.
- 12.- Espacio intracelular.
- 13.- Subunidad del complejo.
- 14.- Glutamato.
- 15.- Sitio de la fosforilación.

Estructura química del N-metil-D-aspartato (NMDA).

Los receptores NMDA o NMDAr (de N-metil-D-aspartato) son receptores celulares pertenecientes a un subgrupo (GluN) de los receptores ionotrópicos, un tipo de receptores de glutamato presente en las sinapsis neuronales, que participa en la regulación del potencial excitatorio postsináptico, y tienen un rol preponderante en la plasticidad neuronal, el aprendizaje y la memoria. También está involucrado en la patogenia de enfermedades neurológicas como la epilepsia, el accidente cerebrovascular, enfermedades neurológicas degenerativas tales como Parkinson, Huntington y Alzheimer y psiquiátricas, como la esquizofrenia.
El acrónimo NMDA procede de N-metil D-aspartato, un agonista selectivo que une a este tipo de receptores de glutamato pero no a otros tipos. Su activación conduce a la apertura de un canal iónico no selectivo para toda clase de cationes. El receptor puede activarse a resultas de una diferencia de potencial en presencia de iones Mg2+. Esto permite el flujo de iones Na+ e incluso de bajas cantidades de Ca2+ (hacia la célula) y de K+ (hacia fuera de la célula). El flujo de iones de calcio se considera crítico durante el proceso de plasticidad sináptica, un proceso celular involucrado en el aprendizaje y memoria.

## Estructura

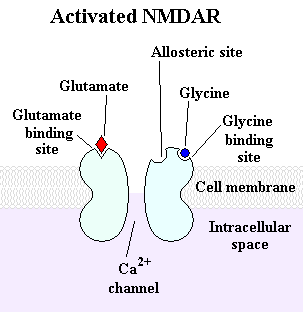
Estructura del receptor en su forma activada

## Función
Implicados en la memoria y aprendizaje. 
Papel de los receptores de NMDA en la plasticidad sináptica (potenciación y/o depresión a largo plazo: LTP/LTD).
Los receptores de NMDA son de tipo ionotrópico y tienen características poco frecuentes tales como ser activados, en general, por voltaje y por unión de ligando (aminoácidos excitatorios como glutamato o aspartato). Las concentraciones fisiológicas de Mg2+ en las células en reposo son suficientes para bloquearlos. Cuando la célula alcanza potenciales ligeramente despolarizados (aprox. – 30/–20 mV), el Mg2+ pierde su afinidad por el receptor y deja de bloquearlo, y entonces el receptor de NMDA es sensible a la acción de sus ligandos. En la mayoría de las sinapsis los receptores de NMDA están asociados a receptores AMPA o a receptores de Kainato en la neurona postsináptica, que son los encargados de producir potenciales postsinápticos excitatorios (EPSPs) en respuesta a la liberación de aminoácidos excitatorios desde el terminal presináptico, despolarizando la membrana y permitiendo así el desbloqueo de los receptores de NMDA (por la disociación de Mg2+ desde el canal) y su posterior activación por una nueva liberación de aminoácidos excitatorios (el proceso de activación de los receptores de NMDA requiere, por tanto, una estimulación repetida con una determinada frecuencia desde el terminal presináptico). Los receptores de NMDA son permeables a Ca2+ (fundamentalmente) y Na+. La entrada de Ca2+ a través de estos receptores activa a las proteínas kinasas asociadas al sistema Ca2+/calmodulina (por ejemplo, tras la estimulación a alta frecuencia de neuronas presinápticas) y/o fosfatasas dependientes de Ca2+ (calcineurina) (por ejemplo tras la estimulación a baja frecuencia de neuronas presinápticas), disparando una serie de respuestas secundarias que conducen a la fosforilación/defosforilación de los receptores AMPA, esenciales en procesos de plasticidad sináptica. Estos cambios modifican al alza o a la baja la actividad y el tráfico intracelular de dichos receptores AMPA, y así, se producen cambios de larga duración en las sinapsis excitadoras que pueden ser potenciadores (potenciación a largo lazo o LTP) o depresores (depresión a largo plazo o LTD) de dichas sinapsis y que están asociados a determinados procesos de memoria y aprendizaje. Además, también existen evidencias de la participación de receptores presinápticos en determinadas formas de LTD inducidas por el apareamiento en una ventana temporal (decenas de milisegundos) de potenciales de acción primero a nivel postsináptico y luego a nivel presináptico (conocidas en inglés como “spike-timing dependent LTD”). Aunque los mecanismos moleculares no se conocen con suficiente detalle, se postula un papel de dichos receptores NMDA presinápticos en la regulación negativa de la liberación exocitótica de neurotransmisores desde la neurona presináptica.